# District Vâlcea
Vâlcea is een Roemeens district (județ) in de historische regio Walachije, met als hoofdstad Râmnicu Vâlcea (119.581 inwoners). De gangbare afkorting voor het district is VL.

## Demografie
In het jaar 2002 had Vâlcea 413.247 inwoners en een bevolkingsdichtheid van 72 inwoners per km².

### Bevolkingsgroepen
Meer dan 98% is Roemeen. De grootste minderheid zijn de Roma's, de Hongaarse minderheid is hier zeer klein.

## Geografie
Het district heeft een oppervlakte van 5765 km².

## Aangrenzende districten
- Argeș in het oosten
- Sibiu in het noorden
- Hunedoara in het noordwesten
- Gorj in het westen
- Dolj in het zuidwesten
- Olt in het zuiden

## Steden
- Râmnicu Vâlcea
- Drăgășani
- Brezoi
- Ocnele Mari
- Horezu
- Călimănești
- Băile Govora
- Băile Olănești
- Băbeni
- Bălcești
- Berbești

## Gemeenten
Lijst van gemeenten in Vâlcea